# 북쿠르두판주

북쿠르두판주의 위치

북쿠르두판주(아랍어: شمال كردفان)는 수단을 구성하는 15개 주 가운데 하나로, 수단 중북부에 위치한다. 주도는 알우바이드이며 인구는 2,529,370명(2006년 기준), 면적은 185,302km2이다.

## 같이 보기
- 쿠르두판